# アラスの戦い (1940年)
アラスの戦い（アラスのたたかい、Battle of Arras）は、第二次世界大戦中の1940年5月21日に、英仏軍とドイツ軍の間でアラス近郊で行われた戦い。5月10日に始まったドイツ軍のフランス侵攻作戦は、ドイツ軍装甲部隊が5月20日に英仏海峡に到達し、ベルギー領に進出した英仏軍左翼は、包囲された。この戦いは、包囲された英軍がドイツ軍突出部を切断する為に行ったものだが、結果的に失敗し包囲を解くことは出来なかった。

## 背景
英仏とドイツの間の戦争状態は、1939年9月3日に始まったが、半年以上も独仏国境では本格的な戦闘は発生しなかった。フランス側の対独計画は、ディール計画と呼ばれるもので、ベルギー領内のディール川の線まで前進し、そこで進撃してくるドイツ軍を迎え撃つものであったが、ベルギーは中立厳守であったので、フランス軍の領内への進出を認めなかった。1940年5月10日に、ドイツ軍のフランス侵攻作戦(Fall Gelb)は始まり、ドイツ軍のB軍集団は、中立を無視してオランダ、ベルギーに侵攻した。これに応じて、フランス第1軍集団とイギリス大陸派遣軍(BEF)からなる英仏軍左翼は、ベルギー領に進軍した。
一方、装甲集団を中心とするドイツA軍集団は、通行不可能とされていたアルデンヌの森を抜け、ミューズ川をわたり、英仏海峡を目指して進軍した。5月20日に、ドイツ軍先鋒の第2装甲師団は、英仏海峡に到達し、英仏軍左翼はフランス本土から切り離されてしまった。ドイツ軍の圧倒的多数の歩兵部隊は自動車化されておらず、先行した装甲部隊と後続の歩兵部隊の間は脆弱であり、英仏軍が大勢を挽回するためには、ドイツ軍突出部の側面を攻撃して、包囲を破ることが必要であった。

## 作戦

### 作戦
イギリス遠征軍司令官ゴート卿はドイツ国防軍の進撃を遅らせ、イギリス遠征軍が突破されるのを防ぐために反撃を命令、これを受け英陸軍第5歩兵師団長のハロルド・フランクリン少将が指揮を取る事になった。彼の元には第5歩兵師団と第50（ノーザンブリア）歩兵師団の2個師団が与えられ、第1機甲旅団所属の戦車74両とフランス軍戦車60両が支援を行った。フランクリン指揮下の部隊にはフランクフォース(Frankforce)のコードネームが与えられた。
ドイツ軍の先遣部隊がペロンヌ（Peronne） – カンブレ(Cambrai) の間の隙間へ進撃したことにより深刻な状況が南部で発生、ブローニュ、カレーは脅かされ、イギリス遠征軍とフランス軍は分断された。
ウェイガンの計画によれば、イギリス第5歩兵師団がアラス東のスカルプ (Scarpe)川の防衛陣地を守り、フランクフォースがアラスの隙間を防ぐことになっていた。

### 戦い
5月21日午後、イギリス第50歩兵師団と第1機甲旅団による攻撃はアラス南部で進展を見せた。これは戦いの間、イギリス遠征軍によって行われた唯一の大規模な攻撃であった。攻撃は2個師団、将兵約15,000名が攻撃に参加したと考えられている。それは第4、第7王立戦車連隊の支援を受けたダーラム軽歩兵連隊の第6、第8大隊の2個大隊が参加、将兵約2,000名と戦車74両によって行われた。歩兵大隊は攻撃のため、二つに分けられ、右翼の部隊は迅速な進撃を行い、何人かのドイツ捕虜を得たが、ドイツ国防軍および武装親衛隊の連隊に遭遇、さらに航空機からの攻撃を受け、大きな損害を受けた。
左翼ではエルヴィン・ロンメル少将率いる第7装甲師団所属の歩兵連隊から攻撃を受けるまで進撃に成功した。防衛を担当していた部隊はSS自動車化連隊「トーテンコプフ」（後の第3SS装甲師団 トーテンコプフ）であったが、彼らの保持する対戦車砲は3.7 cm PaK 36でイギリス軍のマチルダII歩兵戦車には効果がなかった。さらにロンメルは配下の装甲部隊のいくつかで反撃を行ったが、I号戦車、II号戦車の主砲がイギリス軍のマチルダII歩兵戦車には効果がないことがわかっただけであった。
イギリス軍の進撃を阻止するため、死に物狂いでロンメルは師団所属の8.8 cm FlaK 18、10.5cm leFH 18などの火砲で防衛線を急造、対戦車砲弾、榴弾を瀬戸際で発射するよう命令した。イギリス遠征軍の進撃は大きな損失を負ったため、停止した。その後、ドイツ空軍の支援を得たロンメルは反撃を成功させ、イギリス軍を押し戻した。そしてフランクフォースは撃破された。

### ドイツ軍の勝利と追撃
ドイツ軍はイギリス軍を追撃したが、フランス第3軽機械化師団(3lmd)から派遣されたフランス機甲部隊によって阻止された。フランス重装甲部隊はドイツ軍が停止したことを確認、フランス軍の支援はイギリス軍が夜間に出撃位置まで撤退することを可能にした。フランクフォースは約400のドイツ捕虜を連行したが、同程度の犠牲者（いくつかの戦車を破壊するのと同様に）を負っていた。後の5月23日、フランス第3軽機械化師団はイギリス軍の成功を利用して攻撃を開始したが、空軍の支援と増援を受けたドイツ軍の前に撃破された。
攻撃はその戦力以上の激しさで行われ、ドイツ第7装甲師団は5個師団の攻撃と考えるほどの激しさであった。フランス軍の攻撃のため、ドイツ軍の指揮官たちは神経質になっており、イギリス軍がダンケルクから避難する機会を与えることになった5月24日のドイツ軍の進撃停止の理由のひとつと推測されている。

## 結果
この戦いはドイツ国防軍最高司令部の信頼を揺るがせる事実になったと考えられる。また、エルヴィン・ロンメルが何百もの連合軍戦車による攻撃についての報告書を書いたことが注目に値し、ドイツ航空大臣ヘルマン・ゲーリングがダンケルクにおいてドイツ空軍が攻撃を行い、これを掃討すると約束したため、24時間、陸軍部隊が停止したと推測される。
イギリス軍主力は機関銃で武装されたマチルダI歩兵戦車58両とQF 2ポンド砲で武装されたマチルダII歩兵戦車16両、そして数台の軽装甲車両であった。国防軍最高司令部による進撃停止命令はダイナモ作戦の成功の主要原因のひとつであった。
これらの理由から、フランクフォースの活躍は撃退されたにもかかわらず、1940年に行われたフランスの戦いにおける数少ない成功のひとつとして考えられている。全体で、ドイツ国防軍が戦車12両を失ったのに対して、イギリス軍、フランス軍で合わせて40両以上（20両がフランス軍）の戦車が失われた。ロンメルは第7装甲師団が戦死89名、負傷116名、行方不明・捕虜173名と日記に記している。
イギリス軍は攻撃において戦死・負傷者約100名、フランス軍は不明であるが、フランス軍は小規模での参加であったため、犠牲者数は少ないと推測されている。ドイツ国防軍は700名を失い、400名が捕虜となったが、これは8.8 cm FlaK 18が設置される以前に失ったものである。
一般的には8.8cmのFlaK 18が初めて対戦車砲として使用されたのがアラスの戦いと思われているが、その数年前、スペイン内戦においてドイツ義勇部隊であるコンドル軍団が敵装甲部隊および、地上目標に対して使用したのが初めてである。ロンメルは88mm砲の防衛能力を理解、北アフリカ戦線においてドイツアフリカ軍団を指揮している時、これを利用した。
アラスの戦いにより、A軍集団司令官ゲルト・フォン・ルントシュテットは5月24日、進撃しているドイツ装甲部隊に停止命令を出すこととなった。このため、フランス軍はダンケルク西方に防衛線を築く時間を与えることになり、イギリス軍はイギリス本土へ退却することを可能にしたのであった。
「アラスの防衛」として反撃に参加したイギリス軍部隊はバトルオーナメント（Battle honour）を与えられた。